# Mariya Yermolova (Schiff)
Die Mariya Yermolova (russisch Мария Ермолова ‚Marija Jermolowa‘) ist ein Kreuzfahrtschiff der SK Kaspijskaja Kruisnaja Linija (englisch Caspian Cruise Lines) und wurde 1974 als Linienschiff der verstärkten Eisklasse auf der Werft Titovo Brodogradiliste in Kraljevica in Jugoslawien für die staatliche Murmansker Seereederei (ГП Мурманское морское пароходство ММФ СССР) in Murmansk (Sowjetunion) gebaut. Es ist das Typschiff der Mariya Yermolova-Klasse, Projekt 1454. Das Schiff trägt den Namen der russischen Drama-Schauspielerin Marija Jermolowa.

## Beschreibung
Das Schiff unter Baunummer 406 wurde 1974 in Jugoslawien für die Sowjetunion gebaut und am 20. Dezember in Kraljevica mit viel Mühe, Abnahmeprotokoll wurde von der ersten sowjetischen Delegation nicht unterschrieben, an die sowjetische Seite übergeben. Am 24. Dezember begann die abenteuerliche Reise von Kraljevica nach Murmansk. 1975 wurde das Schiff auf der Linie Murmansk-Archangelsk eingesetzt und 1976 wurden die Mängel gemäß Garantie in Kraljevica beseitigt. Nach der Reparatur wurde das Schiff wieder auf der Strecke Murmansk-Archangelsk und 1977 auf der internationalen Linie Tallinn-Helsinki (Finnland) sowie für die Ostsee-Kreuzfahrten eingesetzt. Am 12. Dezember 1981 befand sich das Schiff 400 Sm westsüdwestlich der Azoren. Um 04:50 Uhr UTC leitete es den Notruf des LASH-Frachters MS München an Radio Horta weiter (SOS-Relay). 1981 wurde Mariya Yermolova auf der Linie Murmansk-Kuba und 1984–1990 bis Wiedervereinigung Deutschlands auf der Strecke Leningrad – Rostock – Riga – Tallinn – Leningrad betrieben. Nach dem Zerfall der Sowjetunion wurde das Schiff nach Noworossijsk versetzt, denn Odessa und Krym mit Jalta und Sewastopol blieben Bestandteile der Ukraine. Mariya Yermolova wurde auf der Linie Noworossijsk-Istanbul eingesetzt und 8 Kreuzfahrten mit westlichen Touristen in die Antarktis unternommen. Seit 2007 wurde das Schiff als einziges Kreuzfahrtschiff auf der Kaspischen See auf der Strecke Aktau-Baku-Machatschkala-Astrachan-Aktau betrieben. Das Schiff befindet sich momentan nicht im Dienst. Außerdem ist es nicht mehr im Schiffsregister verzeichnet. Unklar ist, ob es nur aufgelegt oder bereits verschrottet wurde.

## Ausstattung
Alle Kabinen auf zwei Decks wurden mit Dusche und WC ausgestattet. Darüber hinaus stehen Restaurant, Café, Bar, Musiksalon, Schwimmbasin zur Verfügung. Das Schiff kann 900 m³ Ladung und 20 PKWs befördern.